# Брокстон (Джорджія)
Брокстон (англ. Broxton) — місто (англ. city) в США, в окрузі Коффі штату Джорджія. Населення — 1060 осіб (2020).

## Географія
Брокстон розташований за координатами 31°37′30″ пн. ш. 82°53′15″ зх. д. / 31.62500° пн. ш. 82.88750° зх. д. (31.625133, -82.887468).  За даними Бюро перепису населення США в 2010 році місто мало площу 8,70 км², з яких 8,39 км² — суходіл та 0,31 км² — водойми.

## Демографія
Згідно з переписом 2010 року, у місті мешкало 1189 осіб у 460 домогосподарствах у складі 314 родин. Густота населення становила 137 осіб/км².  Було 560 помешкань (64/км²).
Расовий склад населення:
| - 51,2 % — білих - 42,6 % — чорних або афроамериканців - 0,5 % — азіатів - 0,2 % — корінних американців - 4,0 % — осіб інших рас |

До двох чи більше рас належало 1,5 %. Частка іспаномовних становила 9,5 % від усіх жителів.
За віковим діапазоном населення розподілялося таким чином: 26,8 % — особи молодші 18 років, 59,5 % — особи у віці 18—64 років, 13,7 % — особи у віці 65 років та старші. Медіана віку мешканця становила 38,5 року. На 100 осіб жіночої статі у місті припадало 90,2 чоловіків;  на 100 жінок у віці від 18 років та старших — 81,2 чоловіків також старших 18 років.
Середній дохід на одне домашнє господарство  становив 26 109 доларів США (медіана — 19 135), а середній дохід на одну сім'ю — 34 816 доларів (медіана — 31 125). Медіана доходів становила 28 854 долари для чоловіків та 38 333 долари для жінок. За межею бідності перебувало 33,9 % осіб, у тому числі 35,4 % дітей у віці до 18 років та 32,6 % осіб у віці 65 років та старших.
Цивільне працевлаштоване населення становило 287 осіб. Основні галузі зайнятості: виробництво — 34,5 %, роздрібна торгівля — 13,6 %, освіта, охорона здоров'я та соціальна допомога — 11,1 %.